# Thubten Ngodup

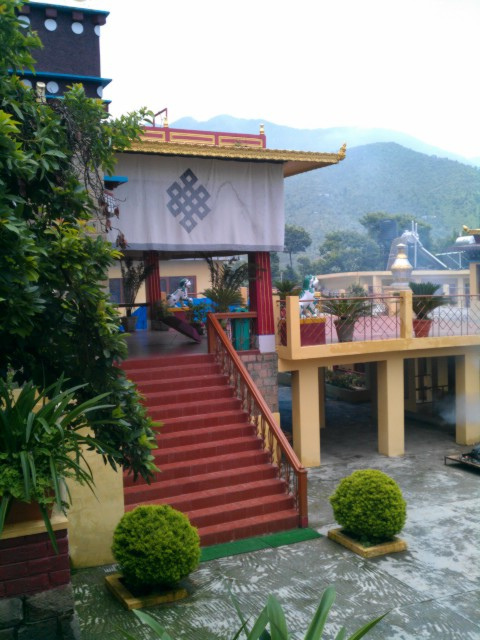
Monasterio de Nechung en Dharamsala (India)

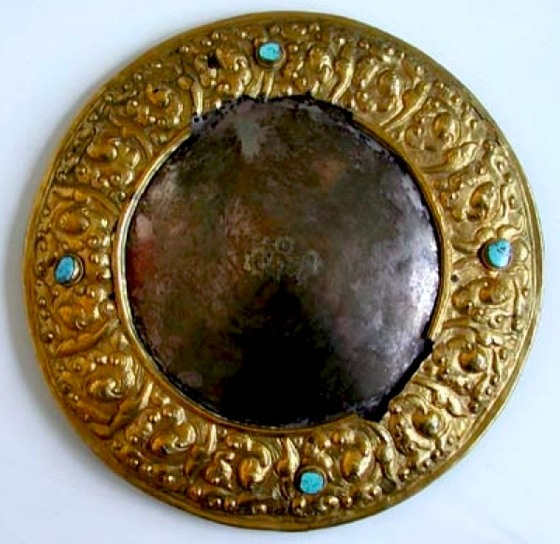
Espejo del oráculo oficial del Estado de Tíbet

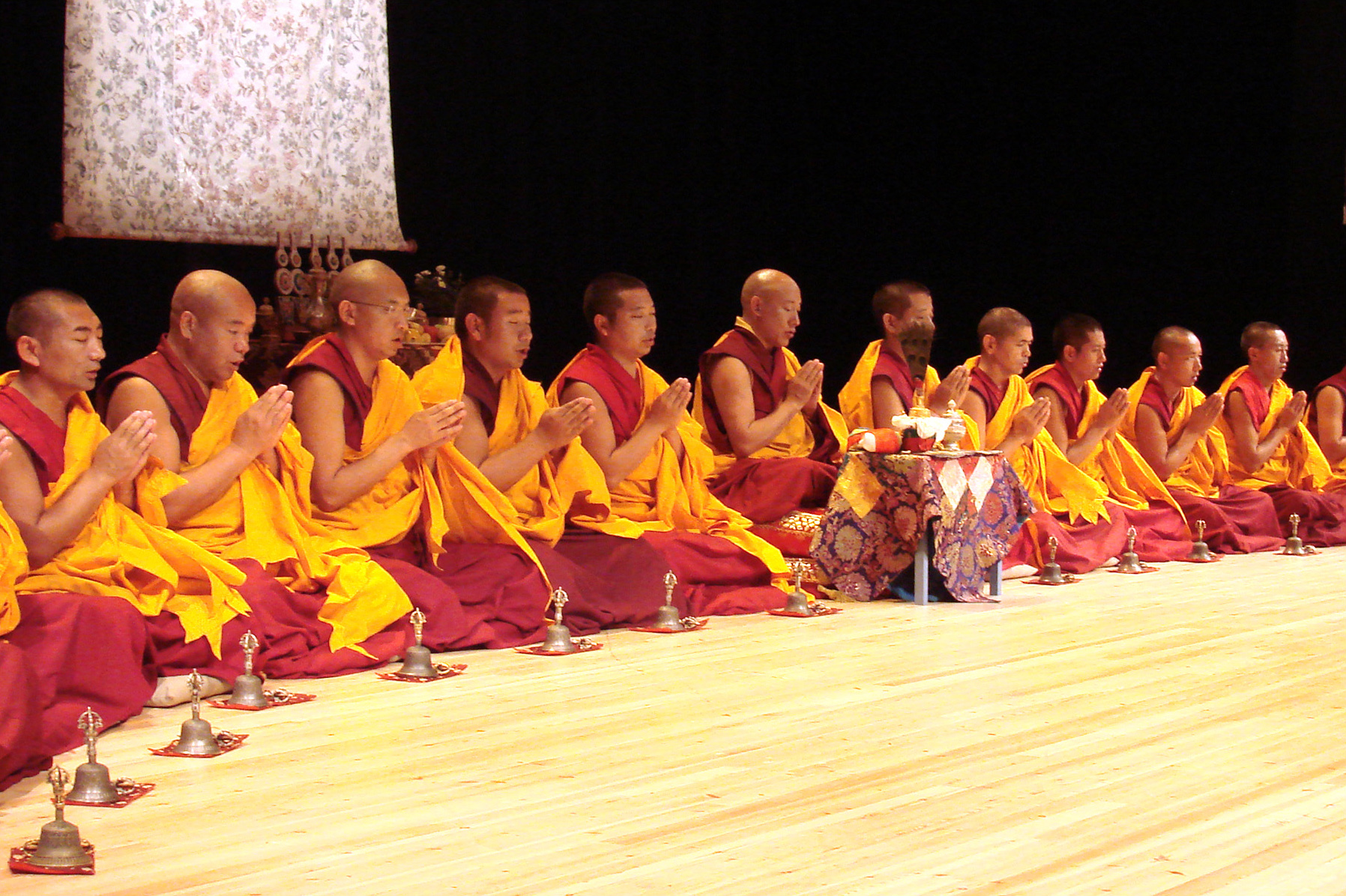
Thubten Nogdup, rodeado por monjes del monasterio de Nechung de Dharamsala en un festival, 2010

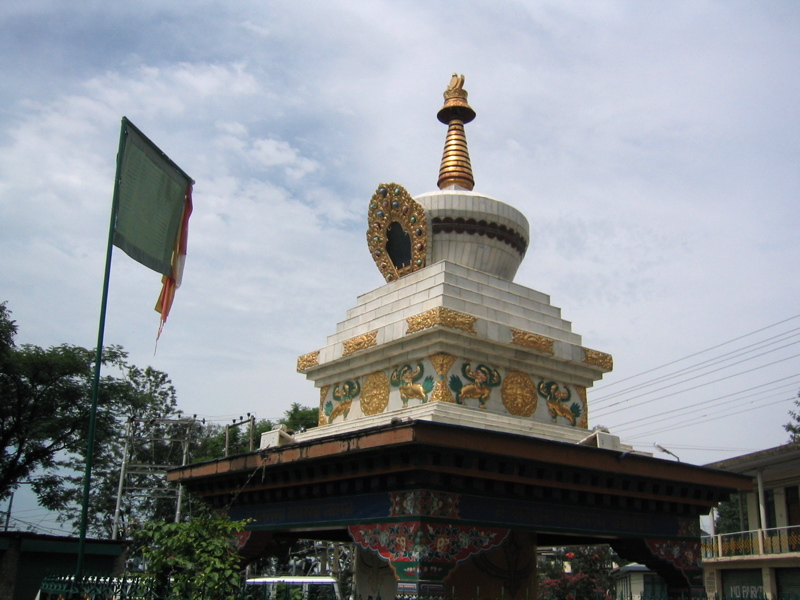
Estupa construida por Thubten Ngodup a Gangchen Kyishong en Dharamsala y consagrada por Garje Khamtrul Jamyang Dhondup

Thubten Ngodup es el 17º Nechung Kuten, Oráculo del Estado de Tíbet y abad del monasterio de Nechung en Dharamsala (India).

## Biografía
Thubten Ngodup nació el 13 de julio de 1957 en Phari (Tíbet). Sus padres seguían las enseñanzas de la escuela Sakya del budismo tibetano y su infancia estuvo marcada por la ocupación china y su huida a la India.
Al saber que el gobierno de Bután permitía el tránsito y la instalación de refugiados tibetanos, la familia de Thubten Ngodup huyó de Tíbet hacia Bután en 1966. En la frontera tuvieron que enfrentarse a una patrulla de soldados butaneses que pretendían expulsarles, con objeto de asegurarse de que no se trataba de espías disfrazados de refugiados. Por un acuerdo con el XIV Dalái lama, se permitía el tránsito de tibetanos hacia la India y como se había alcanzado la cuota de refugiados autorizada a instalarse, debieron dirigirse a ese país con objeto de llegar a Dharamsala.
En principio entró en el monasterio de Gadong, reconstruido en Dharamsala, pero en 1971 se hizo monje del monasterio de Nechung. El 31 de marzo de 1987 perdió el conocimiento durante una ceremonia, lo que llevó a suponer que podría ser el médium de un espíritu protector del Dalái lama y del Gobierno tibetano en el exilio. El 4 de septiembre de 1987, tras una audiencia con el XIV Dalái lama, fue entronizado como médium (en tibetano, Kuten) del Oráculo del Estado de Tíbet.· El 17º Nechung Kuten,Thubten Ngodup, es consultado regularmente por el XIV Dalái lama.

## Algunos pronósticos
- En 1996 el Dalái lama hizo referencia a un pronóstico del oráculo de Nechung que, en trance, indicó que la deidad Dorje Shugden[10] era una amenaza para su seguridad personal y el futuro del Tíbet.[11]
- Sobre el futuro del Tíbet, Thubten Ngodup déclaró en 2009: «El protector dice que está cerca el amanecer si se hace caso a lo que preconiza el Dalái lama».[12]

## Cine
Tras su encuentro con Thubten Ngodup, Maud Kristen ha realizado dos documentales sobre el 17º Nechung Kuten:
- (en francés) Françoise Bottereau, Michel Gardey, Dawa Thondup, L’oracle d’État du Tibet, documental sobre la vida de Thubten Ngodup, oráculo de Nechung;
- (en francés) Françoise Bottereau, Dawa Thondup, Spiritualité et clairvoyance, documental rodado en Dharamsala (India, lugar de residencia del Dalái lama desde 1959) con Thubten Ngodup, oráculo de Nechung.